# Argentina tierra pródiga
Argentina tierra pródiga es una película documental filmada en colores de Argentina dirigida por Edgardo Togni sobre su propio guion escrito en colaboración con Héctor Burotto y Pedro Miguel Obligado según el argumento de este último, que se estrenó el 28 de marzo de 1963.Colaboró John Gibbon como supervisión de la dirección.

## Sinopsis
Documental sobre la Argentina.

## Reparto
- Luis Rodini  (Voz)

## Comentarios
Antonio A. Salgado dijo en Tiempo de Cine sobre el filme:

”Las imágenes son concisas; hubo adecuada selección de vasto material obtenido en dos años de trabajo…Es como una fatigosa nota a dos carillas en el suplemento de los domingos: interesa por las fotos.”

Por su parte, Manrupe y Portela escriben:

”Documental color con música de Waldo de los Ríos, prefigurando los hoy clásicos cortos de Turismo. Típico producto de la primera mitad de los ’60, que podría tener algún valor como testimonio fotográfico.”